# Atylotus sublunaticornis
Atylotus sublunaticornis är en tvåvingeart som först beskrevs av Zetterstedt 1842.  Atylotus sublunaticornis ingår i släktet Atylotus och familjen bromsar. Arten är reproducerande i Sverige. Inga underarter finns listade i Catalogue of Life.